# أولاد أحمد بن عبد الله (معتركة)
أولاد أحمد بن عبد الله هي إحدى مشيخات المملكة المغربية، تتبع جغرافيا لإقليم فكيك وإداريًا لمعتركة. يقدر عدد سكانها بـ 2293 نسمة حسب الإحصاء الرسمي للسكان والسكنى لسنة 2004.